# 東陽 (黄蕭養)
東陽（とうよう）は明代に順天王または東陽王を称し自立した黄蕭養が用いた私年号。1449年旧5月 - 1450年旧5月。

## 西暦・干支との対照表
| 東陽 | 元年     | 2年      |
| 西暦 | 1449年   | 1450年   |
| 干支 | 己巳     | 庚午     |
| 明   | 正統14年 | 景泰元年 |